# Chisapani (Banke)
Chisapani is een dorp in het Banke District in de Nepalese provincie Lumbini, gelegen in het zuid-westen van het land. In Nepal ligt ook een dorp met dezelfde naam aan de oever van de Karnali.
In Chisapani is een vestiging van het Nepalgunj Medical College gevestigd.